# Hongrie au Concours Eurovision de la chanson
La Hongrie participe au Concours Eurovision de la chanson, depuis sa trente-neuvième édition, en 1994, et ne l’a encore jamais remporté.

## Débuts
Le pays fit sa première tentative pour participer au concours, en 1993. Cette année-là, à la suite de la chute du Rideau de fer et à la dislocation de la Yougoslavie, l’UER élargit le nombre maximum de pays participants, le faisant passer de vingt-trois à vingt-cinq. Mais seuls les vingt-deux pays ayant participé à l’édition 1992 du concours obtinrent d’emblée une place en finale.  L’UER décida que les trois dernières places seraient attribuées via une présélection, qui serait organisée par la télévision publique slovène : Kvalifikacija za Millstreet.
Kvalifikacija za Millstreet (en français : Qualification pour Millstreet) détient la particularité d’avoir été la toute première présélection de l’histoire du concours. Elle se déroula le samedi 3 avril 1993, à Ljubljana, en Slovénie. Sept pays y participèrent : la Bosnie-Herzégovine, la Croatie, l’Estonie, la Hongrie, la Roumanie, la Slovaquie et la Slovénie. 
Finalement, seules la Bosnie-Herzégovine, la Croatie et la Slovénie se qualifièrent. L’Estonie, la Hongrie, la Roumanie et la Slovaquie durent attendre 1994 pour faire leurs débuts.

## Participation
Depuis 1994, la Hongrie a manqué plusieurs éditions du concours. Tout d’abord, en 1996, car cette année-là, l'UER instaura une épreuve de présélection, au terme de laquelle la Hongrie fut éliminée. Ensuite, entre 1999 et 2004, puis en 2006 et en 2010, le pays ayant décidé de se retirer pour des raisons financières,.
Depuis l'instauration des demi-finales, en 2004, la Hongrie n'a manqué sa qualification qu'à trois reprises : en 2008, 2009 et 2019.

## Résultats
La Hongrie n'a encore jamais remporté le concours. 
Le meilleur classement du pays en finale demeure jusqu'à présent la quatrième place de Friderika en 1994. En demi-finale, la Hongrie a terminé à deux reprises à la deuxième place (en 2007 et 2017) et à une reprise à la troisième place (en 2014). A contrario, le pays a terminé à une reprise à la dernière place, en demi-finale, en 2008, mais n'a jamais obtenu de nul point.

## Pays hôte
La Hongrie n'a encore jamais organisé le concours.

## Faits notables
En 2009, la sélection hongroise connut quelques rebondissements. La télévision publique avait d’abord sélectionné la chanson Nem Éleg, interprétée par Mark Zentai. Mais celle-ci fut disqualifiée, car elle avait été publiée avant la date limite du 1er octobre 2008. Fut ensuite retenue Magányos Csónak, par Kátya Tompos. Mais la chanteuse se désista rapidement, étant prise par d’autres engagements artistiques en mai 2009. Finalement, ce fut une troisième chanson, Dance With Me, interprétée par Zoli Ádok, qui représenta la Hongrie au concours.

## Représentants
| Édition                 | Année | Artiste(s)             | Chanson                       | Langue(s)         | Traduction française                           | Finale           | Finale           | Demi-finale      | Demi-finale      |                  |
| Édition                 | Année | Artiste(s)             | Chanson                       | Langue(s)         | Traduction française                           | Place            | Points           | Place            | Points           |                  |
| ----------------------- | ----- | ---------------------- | ----------------------------- | ----------------- | ---------------------------------------------- | ---------------- | ---------------- | ---------------- | ---------------- | ---------------- |
| 38e                     | 1993  | Andrea Szulák          | Árva reggel                   | Hongrois          | Matin solitaire                                |                  |                  | 06               | 44               |                  |
| 39e                     | 1994  | Friderika              | Kinek mondjam el vétkeimet?   | Hongrois          | A qui puis-je confesser mes péchés ?           | 04               | 122              |                  |                  |                  |
| 40e                     | 1995  | Csaba Szigeti          | Új név a régi ház falán       | Hongrois          | Un nouveau nom sur le mur de la vieille maison | 22               | 03               |                  |                  |                  |
| 41e                     | 1996  | Gjon Delhusa           | Fortuna                       | Hongrois          | Fortune                                        |                  |                  | 23               | 26               |                  |
| 42e                     | 1997  | V.I.P.                 | Miért kell, hogy elmenj?      | Hongrois          | Pourquoi dois-tu partir ?                      | 12               | 39               |                  |                  |                  |
| 43e                     | 1998  | Charlie                | A holnap már nem lesz szomorú | Hongrois          | Mon chagrin sera passé demain                  | 23               | 04               |                  |                  |                  |
| Retrait de 1999 à 2004. |       |                        |                               |                   |                                                |                  |                  |                  |                  |                  |
| 50e                     | 2005  | Nox                    | Forogj, világ!                | Hongrois          | Tourne, monde !                                | 12               | 97               | 05               | 167              |                  |
| 51e                     | 2006  | Retrait en 2006.       | Retrait en 2006.              | Retrait en 2006.  | Retrait en 2006.                               | Retrait en 2006. | Retrait en 2006. | Retrait en 2006. | Retrait en 2006. | Retrait en 2006. |
| 52e                     | 2007  | Magdi Rúzsa            | Unsubstantial Blues           | Anglais           | Blues inconsistant                             | 09               | 128              | 02               | 224              |                  |
| 53e                     | 2008  | Csézy                  | Candlelight                   | Anglais, hongrois | La lueur de la bougie                          |                  |                  | 19               | 06               |                  |
| 54e                     | 2009  | Zoli Ádok              | Dance with Me                 | Anglais           | Danse avec moi                                 |                  |                  | 15               | 16               |                  |
| 55e                     | 2010  | Retrait en 2010.       | Retrait en 2010.              | Retrait en 2010.  | Retrait en 2010.                               | Retrait en 2010. | Retrait en 2010. | Retrait en 2010. | Retrait en 2010. | Retrait en 2010. |
| 56e                     | 2011  | Kati Wolf              | What About My Dreams?         | Hongrois, anglais | Qu'en est-il de mes rêves ?                    | 22               | 53               | 07               | 72               |                  |
| 57e                     | 2012  | Compact Disco          | Sound of Our Hearts           | Anglais           | Le son de nos cœurs                            | 24               | 19               | 10               | 52               |                  |
| 58e                     | 2013  | ByeAlex                | Kedvesem                      | Hongrois          | Chérie                                         | 10               | 84               | 08               | 66               |                  |
| 59e                     | 2014  | András Kállay-Saunders | Running                       | Anglais           | Courir                                         | 05               | 143              | 03               | 127              |                  |
| 60e                     | 2015  | Boggie                 | Wars for Nothing              | Anglais           | Des guerres pour rien                          | 20               | 19               | 08               | 67               |                  |
| 61e                     | 2016  | Freddie                | Pioneer                       | Anglais           | Pionnier                                       | 19               | 108              | 04               | 197              |                  |
| 62e                     | 2017  | Joci Pápai             | Origo                         | Hongrois          | Origines                                       | 08               | 200              | 02               | 231              |                  |
| 63e                     | 2018  | AWS                    | Viszlát nyár                  | Hongrois          | Au revoir l'été                                | 21               | 93               | 10               | 111              |                  |
| 64e                     | 2019  | Joci Pápai             | Az én apám                    | Hongrois          | Mon père                                       |                  |                  | 12               | 97               |                  |
| Retrait depuis 2020.    |       |                        |                               |                   |                                                |                  |                  |                  |                  |                  |

- Première place
- Deuxième place
- Troisième place
- Dernière place

 Qualification automatique en finale
 Élimination en demi-finale

## Galerie

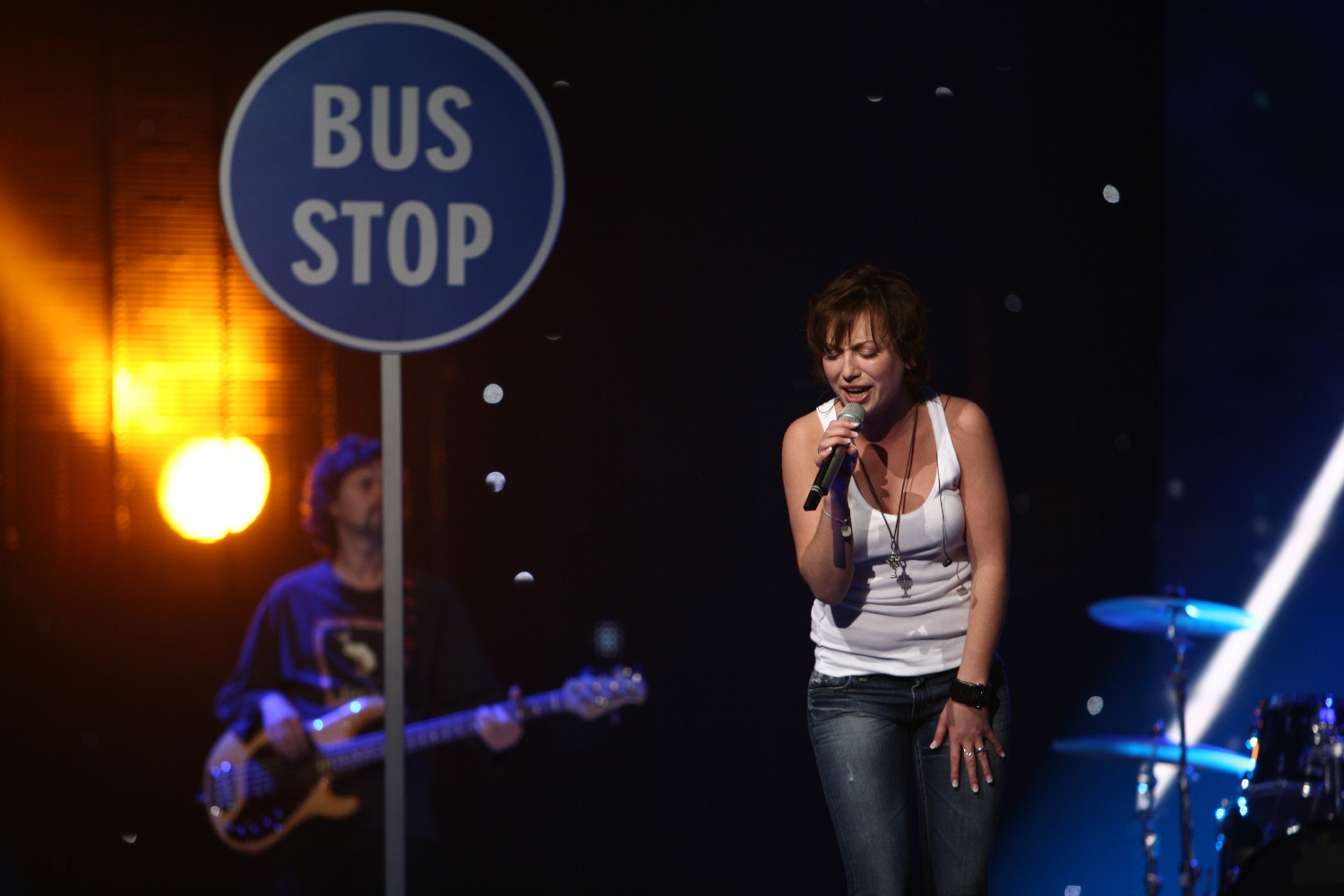
Magdi Rúzsa à Helsinki (2007)
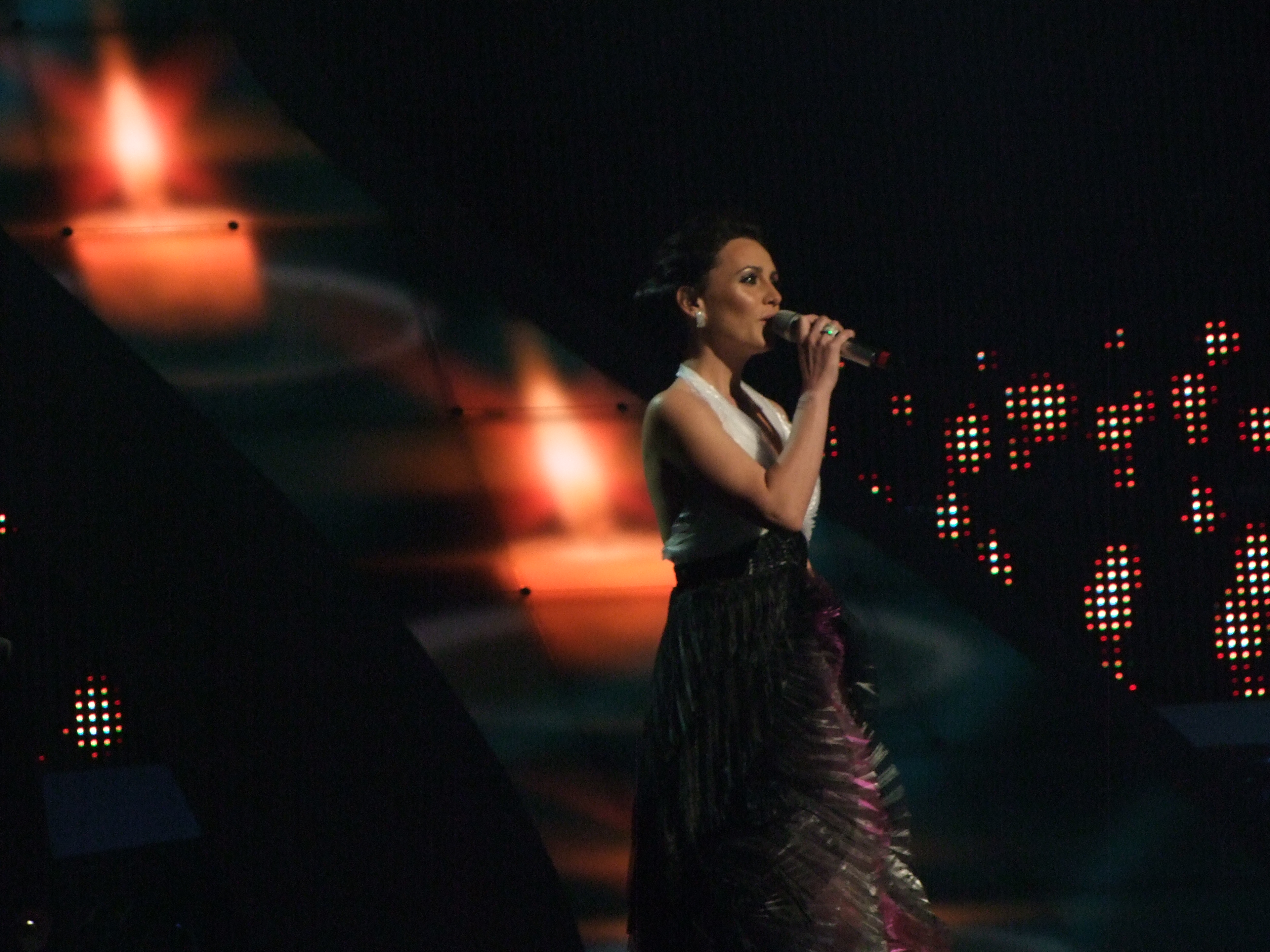
Csézy à Belgrade (2008)
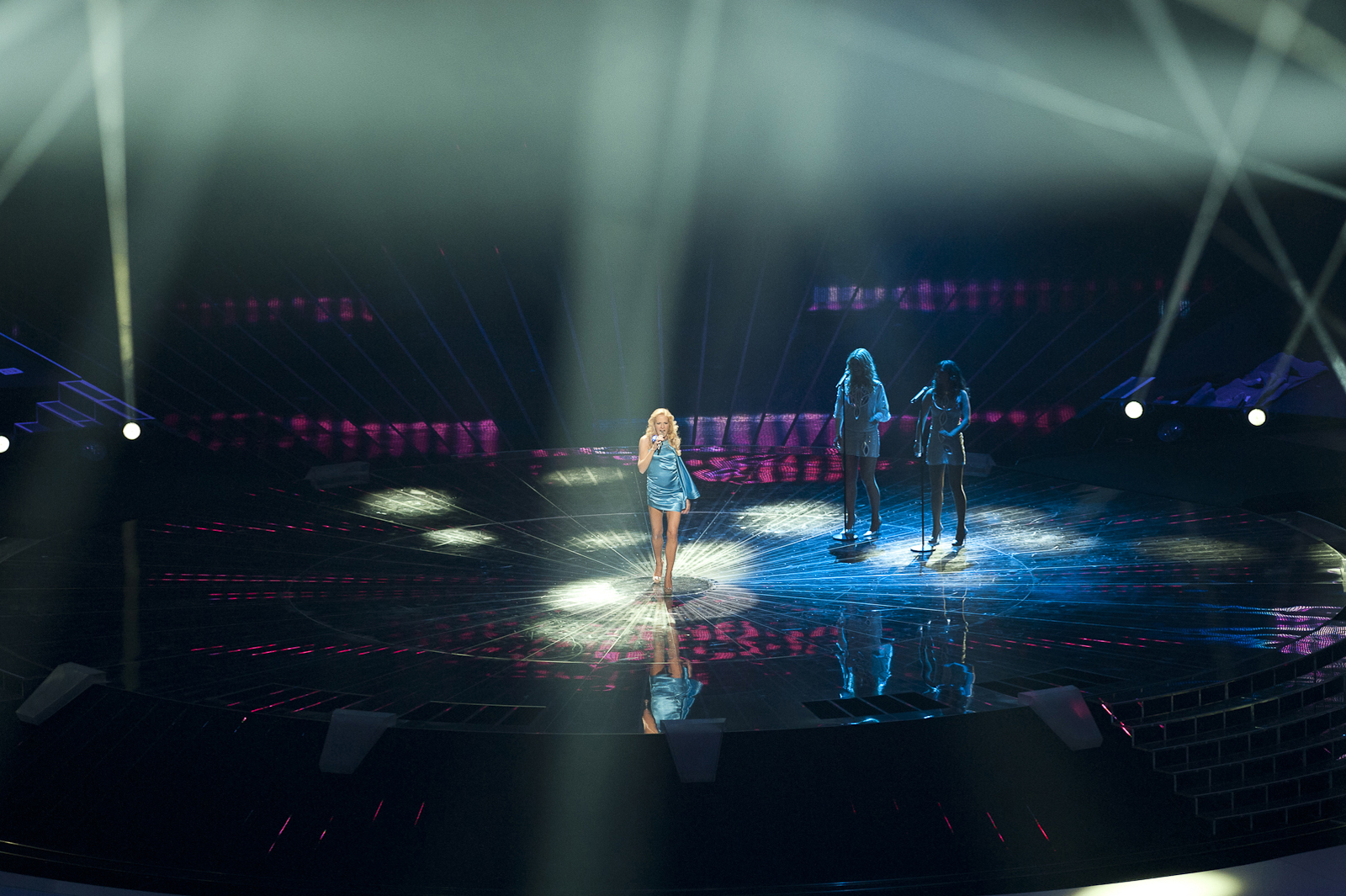
Kati Wolf à Düsseldorf (2011)
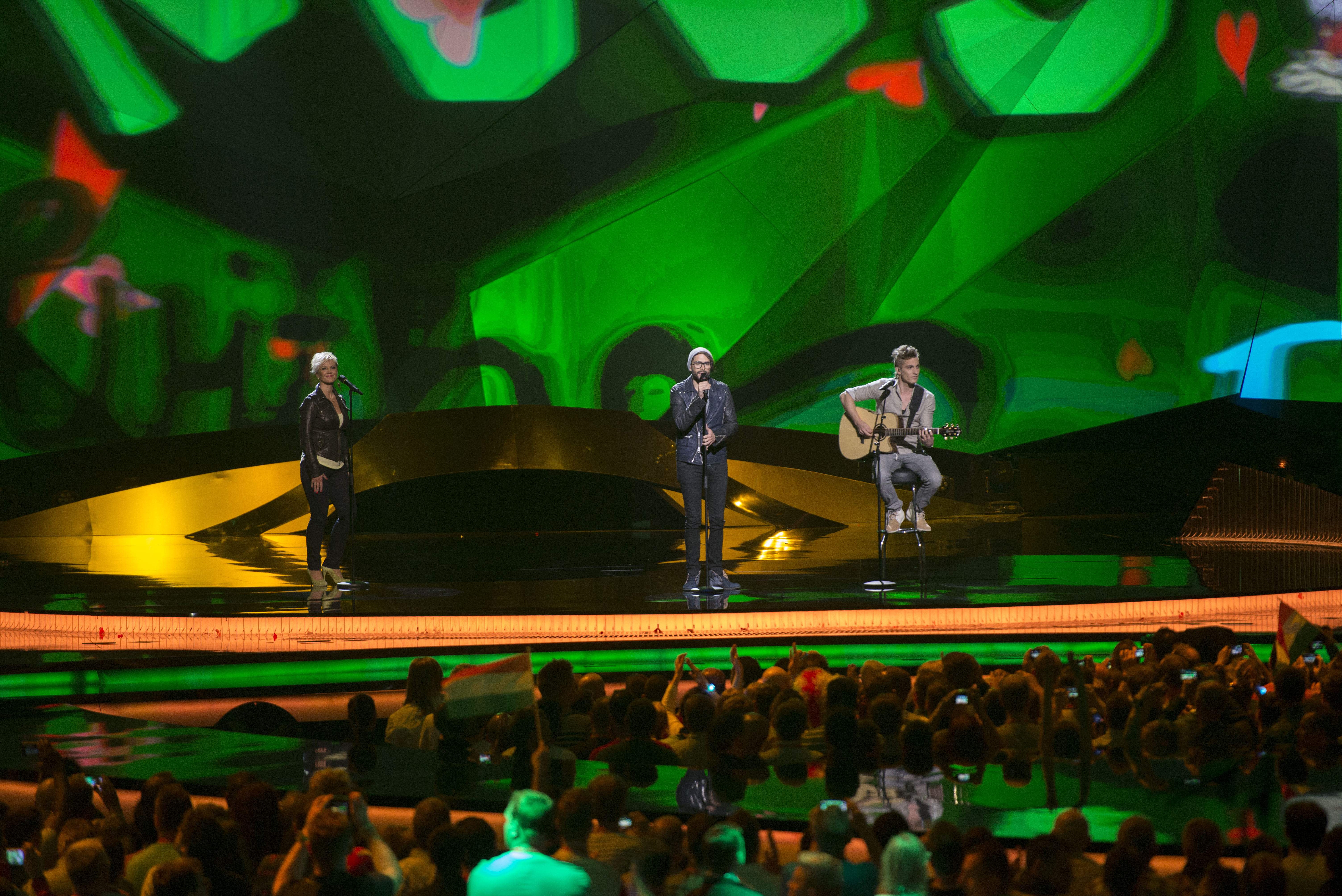
ByeAlex à Malmö (2013)
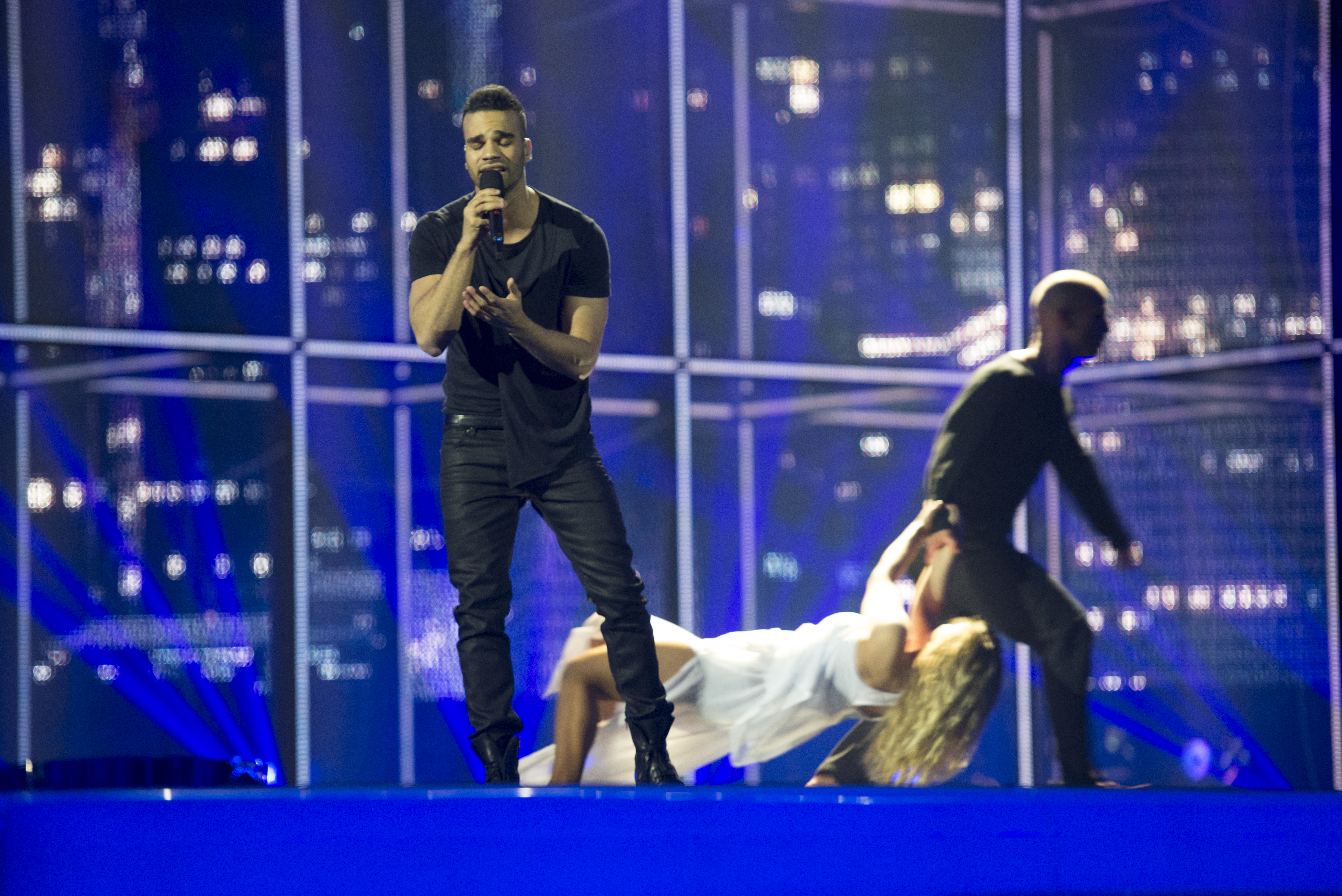
András Kállay-Saunders à Copenhague (2014)
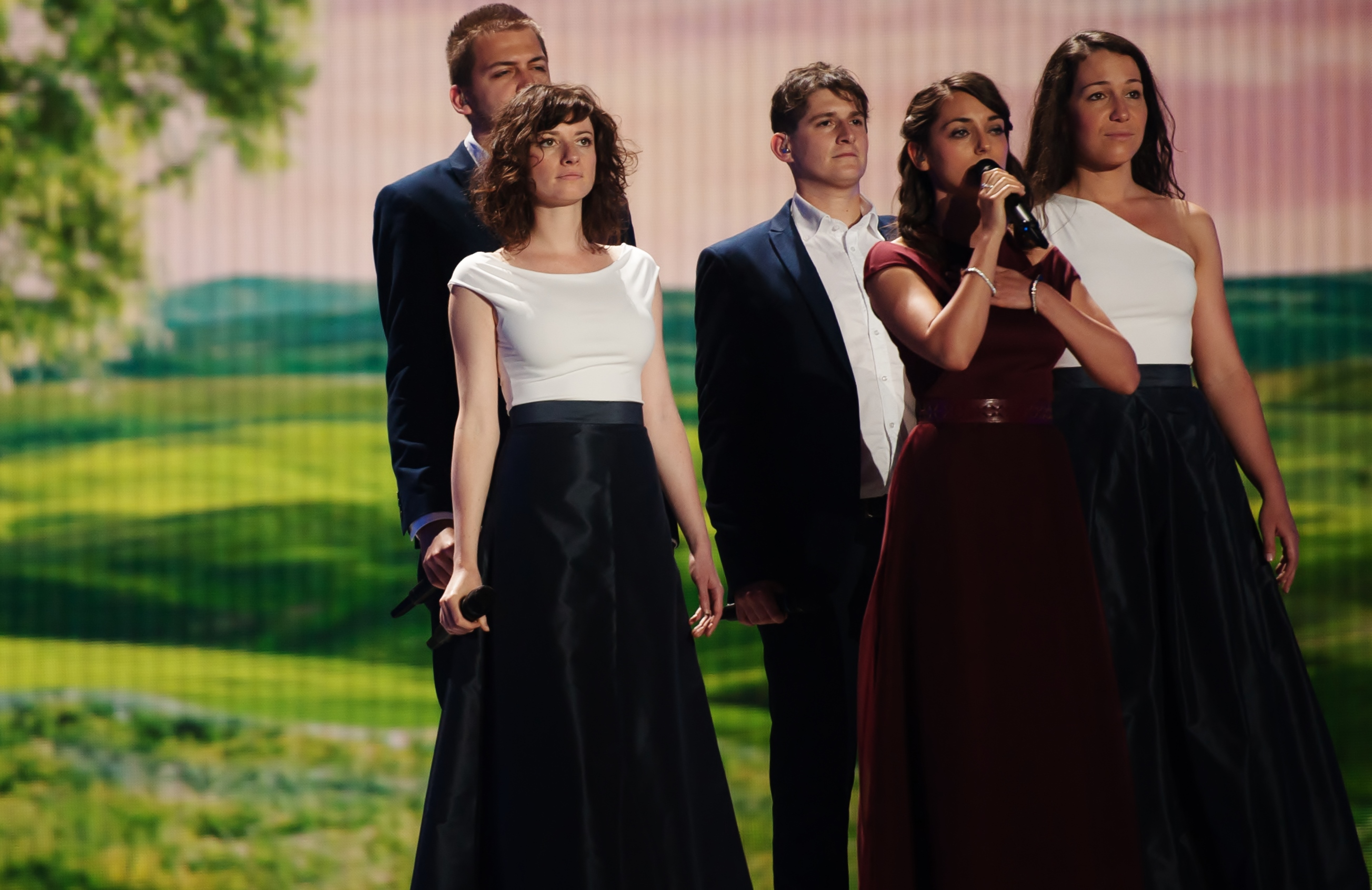
Boggie à Vienne (2015)
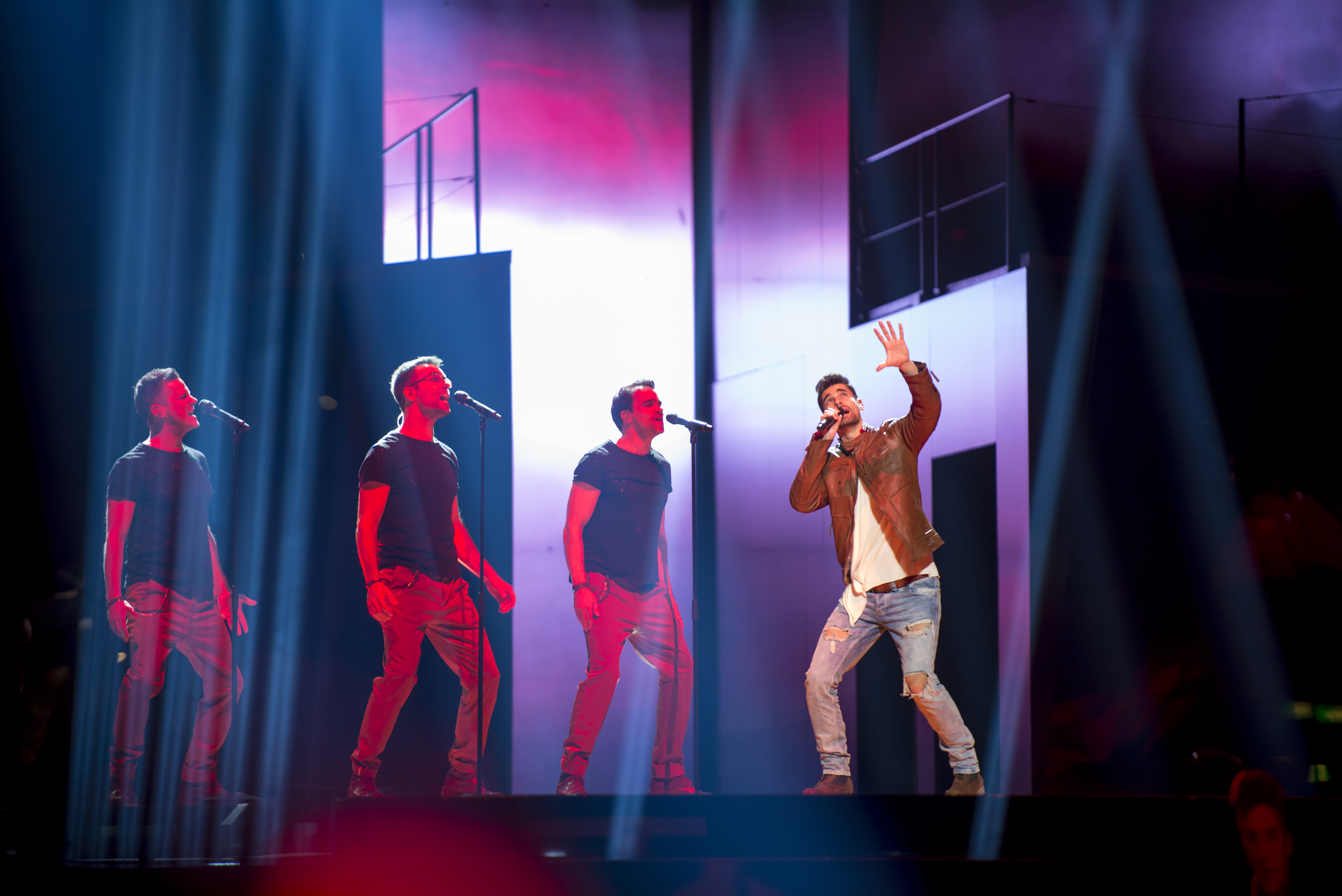
Freddie à Stockholm (2016)
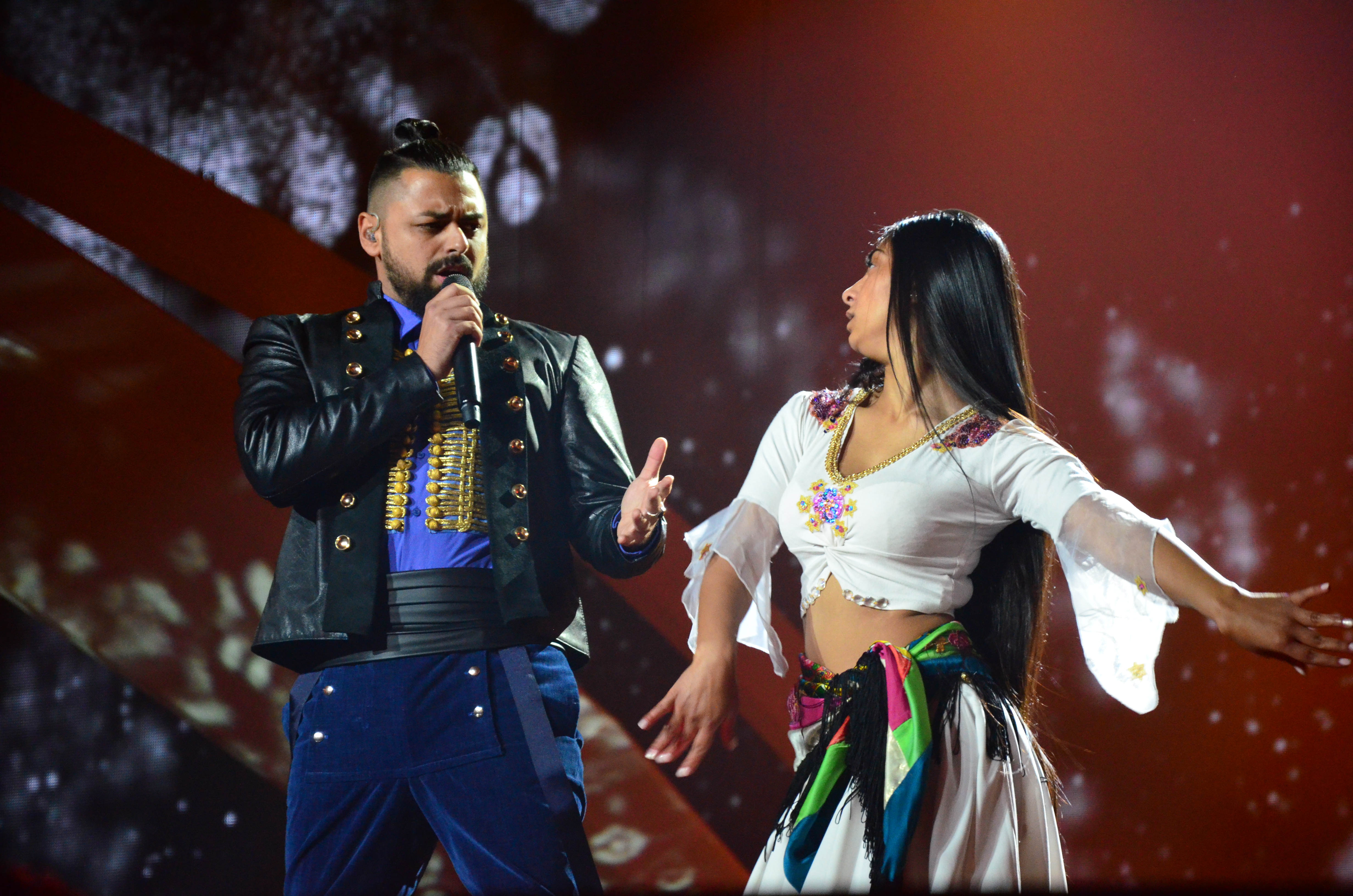
Joci Pápai à Kiev (2017)
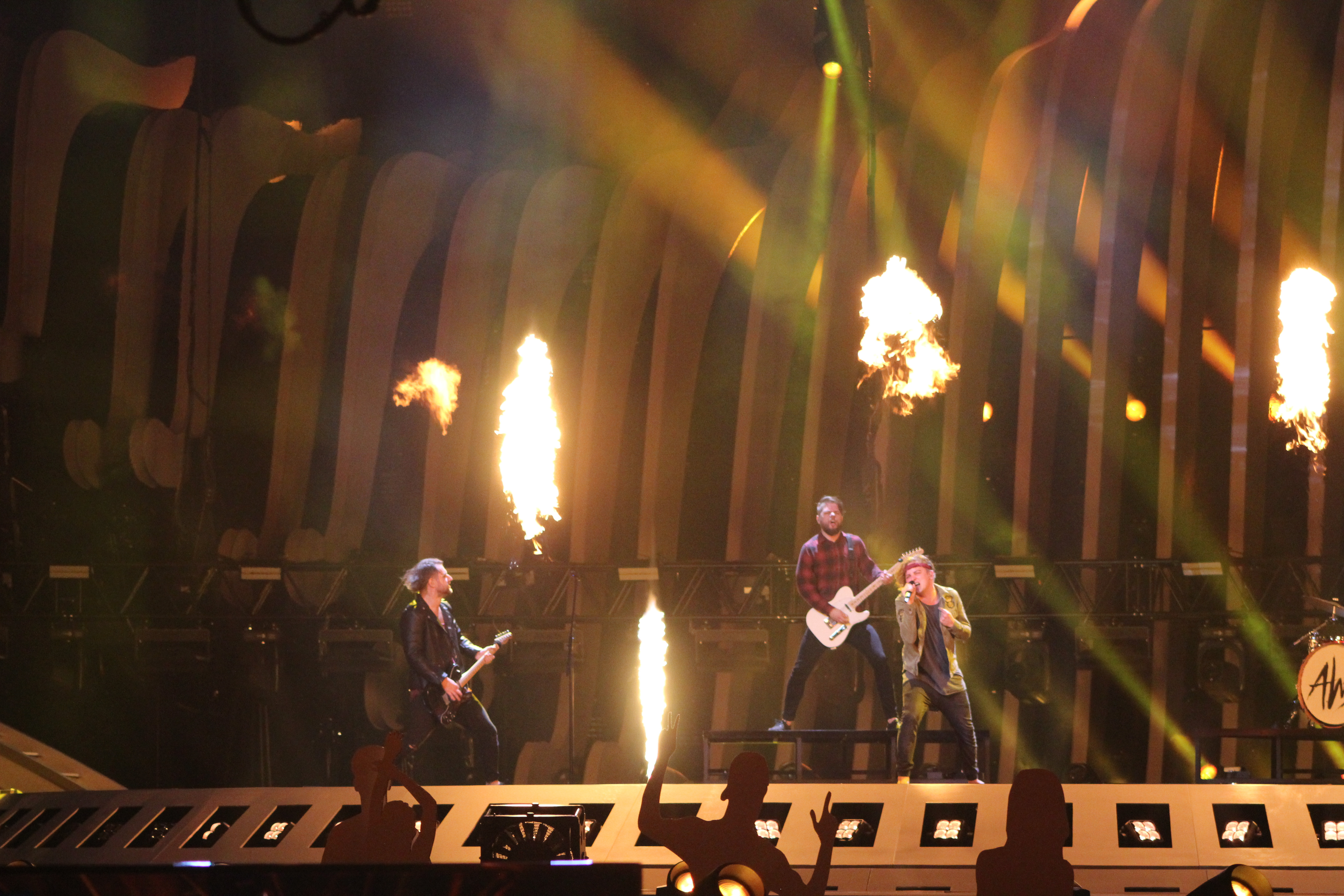
AWS à Lisbonne (2018)
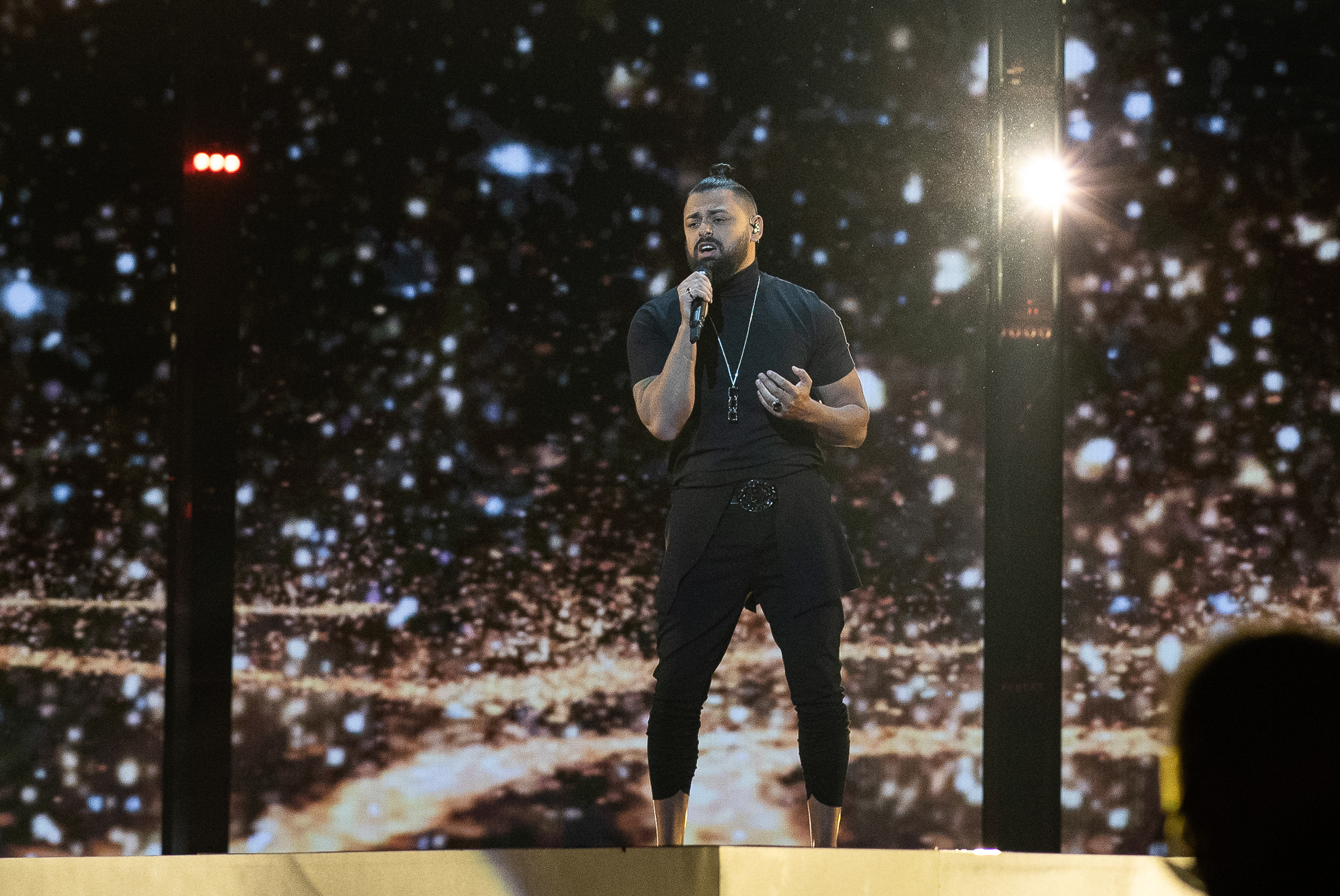
Joci Pápai à Tel Aviv (2019)

## Chefs d'orchestre, commentateurs et porte-paroles
| Année                              | Chef d'orchestre  | Commentateur(s)                             | Porte-parole      |
| ---------------------------------- | ----------------- | ------------------------------------------- | ----------------- |
| 1994                               | Péter Wolf        | István Vágó                                 | Iván Bradányi     |
| 1995                               | Miklós Malek      | István Vágó                                 | Katalin Bogyay    |
| 1996                               | non-qualification | István Vágó                                 | non-qualification |
| 1997                               | Péter Wolf        | István Vágó                                 | Györgyi Albert    |
| 1998                               | Miklós Malek      | Gábor Gundel Takács                         | Barna Héder       |
| 1999, 2000, 2001, 2002, 2003, 2004 | retrait           | retrait                                     | retrait           |
| 2005                               | -                 | Zsuzsa Demcsák, András Fáber & Dávid Szántó | Zsuzsa Demcsák    |
| 2006                               | retrait           | retrait                                     | retrait           |
| 2007                               | -                 | Gábor Gundel Takács                         | Éva Novodomszky   |
| 2008                               | -                 | Gábor Gundel Takács                         | Éva Novodomszky   |
| 2009                               | -                 | Gábor Gundel Takács                         | Éva Novodomszky   |
| 2010                               | retrait           | retrait                                     | retrait           |
| 2011                               | -                 | Gábor Gundel Takács                         | Éva Novodomszky   |
| 2012                               | -                 | Gábor Gundel Takács                         | Éva Novodomszky   |
| 2013                               | -                 | Gábor Gundel Takács                         | Éva Novodomszky   |
| 2014                               | -                 | Gábor Gundel Takács                         | Éva Novodomszky   |
| 2015                               | -                 | Gábor Gundel Takács                         | Csilla Tatár      |
| 2016                               | -                 | Gábor Gundel Takács                         | Csilla Tatár      |
| 2017                               | -                 | Krisztina Rátonyi & Freddie                 | Csilla Tatár      |

## Historique de vote
Depuis 1994, la Hongrie a attribué en finale le plus de points à :
| Rang | Pays        | Points |
| ---- | ----------- | ------ |
| 1    | Suède       | 71     |
| 2    | Pays-Bas    | 62     |
| 3    | Norvège     | 61     |
| 4    | Azerbaïdjan | 59     |
| =    | Danemark    | 59     |

Depuis 1994, la Hongrie a reçu en finale le plus de points de la part de :
| Rang | Pays     | Points |
| ---- | -------- | ------ |
| 1    | Serbie   | 68     |
| 2    | Roumanie | 67     |
| 3    | Finlande | 61     |
| 4    | Croatie  | 53     |
| 5    | Pologne  | 50     |